# Jeremiah S. Black
Pour les articles homonymes, voir Black.
Jeremiah Sullivan Black (10 janvier 1810 – 19 août 1883) est un avocat américain, qui est secrétaire d'État et procureur général des États-Unis sous la présidence de James Buchanan.

## Biographie
Fils d'un représentant au Congrès, Henry Black, il est largement autodidacte. Admis avant la limite d'âge au barreau de Pennsylvanie, il devient rapidement un avocat important, et devient membre de la Cour suprême de Pennsylvanie de 1851 à 1857, et président de cette Cour de 1851 à 1854.
Il intègre le cabinet du président James Buchanan en 1857, comme procureur général. Secrétaire d'État de décembre 1860 à mars 1861, c'est sans doute l'un des conseillers les plus influents du président Buchanan, contestant la constitutionnalité de la sécession des États confédérés, mais arguant également que les États ne pouvaient pas faire l'objet de coercition de la part du gouvernement fédéral.
Proposé par Buchanan à la Cour suprême des États-Unis, il n'est pas confirmé par le Sénat, à une voix près, le 21 février 1861. Il occupe un poste d'éditeur à la cour suprême jusqu'en 1862, mais finit par retourner dans le privé, en tant qu'avocat.
Après la guerre de Sécession, il s'oppose vigoureusement au plan de Reconstruction du Congrès, et soutient la conception du président Andrew Johnson. Il est brièvement avocat de ce dernier dans la procédure d'Impeachment lancée par le Sénat et d'autres personnalités dans des procédures judiciaires importantes.
Il meurt à York, en Pennsylvanie en 1883, à l'âge de 73 ans.